# Quatsino

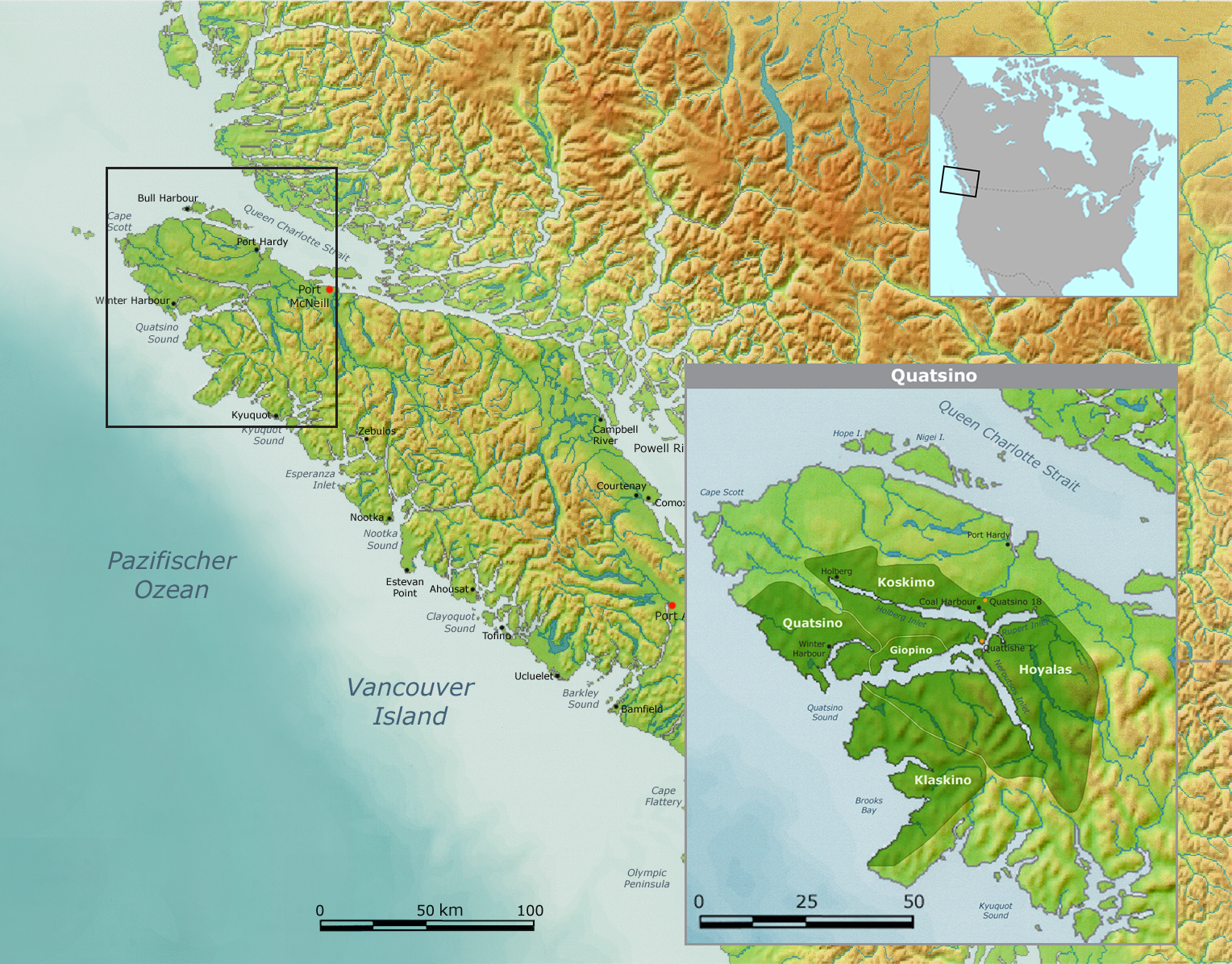
Traditionelles Stammesgebiet der Quatsino und heutige Reservate (orange)

Die Quatsino First Nation oder Quatsino oder Gwat'sinux ist eine der First Nations auf Vancouver Island in der kanadischen Provinz British Columbia. Unter diesem Namen sind fünf Stämme zusammengefasst, nämlich die Giopino, Hoyalas, Klaskino, Koskimo und die Quatsino. Nach dem Aboriginal Canada Portal gibt es 384 Quatsino, die in 70 Häusern leben, wobei die meisten in Quatsino Subdivision 18 leben. Dieses Hauptreservat liegt östlich von Coal Harbour.
Dieser Ort ist die einzige größere Siedlung im Quatsino Sound. Bei allen Vertragsverhandlungen wird der Stamm zusammen mit drei anderen Stämmen durch die Winalagalis Treaty Group der Kwakwaka'wakw vertreten. Zur Vertragsgruppe gehören neben den Quatsino die Da'naxda'xw Awaetlatla Nation, die Gwa'Sala-Nakwaxda'xw Nation und die Tlatlasikwala Nation.

## Geschichte
Der gemeinsame Ausgangsort der fünf Stämme ist Xwatis. Von dort wurden sie allerdings 1972 zwangsumgesiedelt. Am Ende des 18. Jahrhunderts übernahmen die Koskimo das Territorium des Hoyalas-Stammes und wurden der vorherrschende Stamm am Quatsino Sound.
Die erste Begegnung mit Weißen fand wohl 1868 statt, als das Schiff der Royal Navy HMS Scout den Gouverneur um die gesamte Vancouver-Insel fuhr. Doch schon früher sind hier wohl Decken aus dem Fundus der Hudson’s Bay Company aufgetaucht.
1881 und 1882 kam der norwegische Sammler Johan Adrian Jacobsen im Auftrag Adolf Bastians vom Berliner Völkerkundemuseum zu den Koskimo und Quatsino. Er wanderte von Tsaxis (Fort Rupert) aus zusammen mit George Hunt, einem 26-jährigen Dolmetscher mit schottischem Vater und Tlingit-Mutter als Führer und Übersetzer, durch das Quatsino-Gebiet. Negetze, der Häuptling der Koskimo, und seine Schwiegertochter, Häuptling der Quatsino, nahmen den Norweger freundlich auf. Er seinerseits raubte unter einem Vorwand die Schädel der Vorfahren. Aber er kaufte auch dem jüngeren Negetze, bekannt als Wacas, einige Zedernholzfaser-Decken und Decken von Bergziegen ab. Sein Versuch, das Paar und einige andere nach Berlin zu verbringen, scheiterte jedoch an dem berechtigten Misstrauen des Stammes. 1885 zählte man 185 Koskimo in 18 Langhäusern in Xwatis.
Auf Anweisung des Indian Reserve Commissioner wurden den Quatsino Reservate zugewiesen, unter diesen das meist von Koskimo bewohnte Winterdorf in Xwatis, das nun "Quattishe Indian Reserve No. 1" hieß.
Als die Koskimo 1894 von den Kwakiutl zu einem Winter-Potlatch nach Tsaxis (Fort Rupert) zusammen mit den 'Nakwaxda'xw eingeladen wurden, wurde diese Zeremonie von Franz Boas dokumentiert. Sowohl Boas' als auch Jacobsens Methoden, mit denen sie die "Kunstobjekte" erwarben, sind heute sehr umstritten.
Schon ab 1884 wurde das Land in großem Maßstab an Weiße verkauft, wie etwa an norwegische Siedler, die an der Stelle eines Quatsino-Dorfs eine Kolonie namens "Scandia" errichteten, in der direkten Nachbarschaft zum Quattishe Indian Reserve. Scandia hieß später Quatsino, und hier wurde auch die erste Schule im Quatsino Sound gebaut. Doch Kinder der First Nations waren hier nicht zugelassen. Die 1897 erbaute anglikanische Kirche St. Olaf's gilt als das älteste erhaltene Gebäude im Norden. 1889 wurde das alte Quatsino-Dorf Sipaya (Winterhafen) als Grass Point Indian Reserve No. 13 eingerichtet. Dort lebten 1901 25 Menschen in 9 Häusern.
1911 gab es im Quatsino Sound noch 72 Indianer, davon 20 Quatsino. 1929 stellten sie noch 10 von 49. Gleichzeitig ging die Zahl anderer Kwakwala sprechender Indianer so zurück, dass man die Giopino, Hoyalas und Klaskino für ausgestorben erklärte. Die Giopino kamen von einer Gegend im nördlichen Quatsino Sound. Als die Quatsino hierher kamen, wurden die Giopino ins Koskimo-Gebiet abgedrängt. Sie ließen nur die Pfähle ihrer Langhäuser zurück, die bis 1950 standen. Der Stamm selbst starb um 1935 aus.
Auf dem ehemaligen Indianerland wurden Coal Harbour, Holberg, Port Alice, Quatsino und Winter Harbour gegründet. In Coal Harbour versuchte man mit geringem Erfolg Kohle abzubauen. Danach verlegte man sich bis 1967 auf Walfang, in den 1970er Jahren bis 1996 lieferte eine Mine Kupfer. Holberg wurde von dänischen Siedlern gegründet, benannt nach Baron Ludwig Holberg. Die gigantischen Wälder des Nordens mit ihren riesigen Sitka-Fichten wurden beinahe vollständig abgeholzt. 1897 gründeten die Dänen Cape Scott an der Stelle eines alten Dorfes des Nakomgilisala-Stammes. Doch die Zerstörung der Wälder war nicht alles. Die Mühlen, Papierwerke und Zellstofffabriken, vor allem um das 1917 gegründete Port Alice, vergiften bis heute den Quatsino Sound mit einem gefährlichen Chemikaliencocktail. Das gilt besonders für das Nerotsos Inlet.

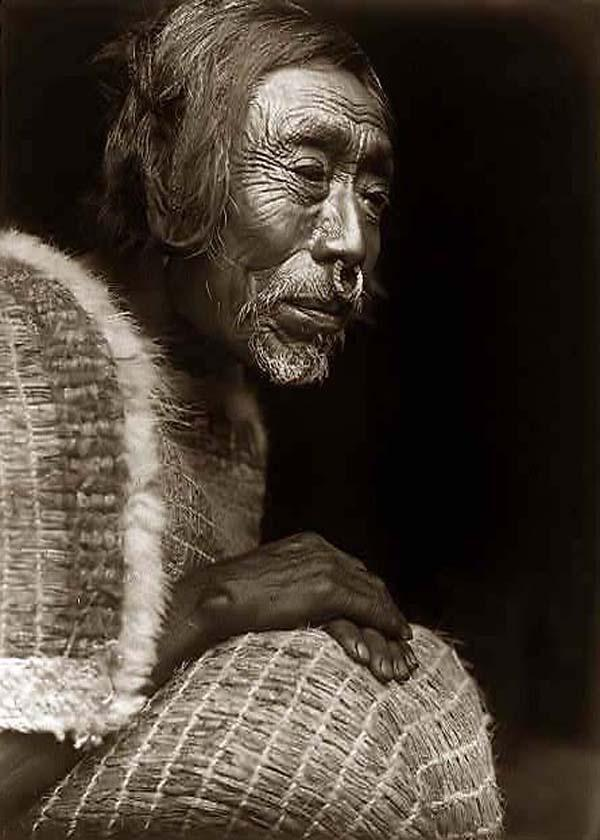
Häuptling Yakotlus von den Quatsino, kurz vor seinem Tod, Edward S. Curtis, 13. November 1914.

Als letztes Gebiet wurde Klashkish (Tl'ásk'inuxw) im traditionellen Gebiet der Klaskino abgeholzt. Ihr traditionelles Stammesgebiet umfasste den Raum zwischen der Brooks-Halbinsel (Cape Cook) bis zu einer Linie ungefähr 10 km südlich von Quatsino Sound. Es schloss Klashkish und das Klaskino Inlet mit seinem Entwässerungsgebiet ein. Schon 1888 gab es nur noch 13 Klaskino. Ihnen wurden 1889 drei kleine Reservate zugewiesen, 1914 wurden zwei davon eingezogen. Seit 1940 gilt der Stamm als ausgestorben. 
Selbst die Tatsache, dass sich Regierung und Holzunternehmen zur Pflege ihres Images zu Konsultationen mit den Reststämmen bereit erklären, hält die Abholzungen kaum auf. Windkraftanlagen zur Stromproduktion sind angesichts des Klimawandels leicht durchsetzbar, Kupferminen sind kaum aufzuhalten, weil die Weltmarktpreise für dieses Metall keine Grenzen mehr kennen. Noch bedrohlicher für die Küstenlandschaft ist das zunehmende Eingreifen in die Meeresbiologie durch Fischzuchtanlagen, denn diese sind für die wilden Lachsbestände eine große Gefahr.
Heute ist Fran Hunt-Jinnouchi Häuptling der Quatsino. Sie ist heute erster Direktor des neuen Office of Indigenous Affairs an der Universität von Victoria.
2007 wurde in Quatsino eine schnelle Internetverbindung eingerichtet, von der auch die Quatsino profitieren. Ob das Quatsino Museum, das im Sommer 2007 seine Pforten öffnete, nur nach altbekanntem Muster die "Eroberungsgeschichte" der Region darstellt, bleibt abzuwarten.

## Reservate
Die heutigen Reservate sind Ah-we-cha-ol-to 16 (29,9 ha), Cayilth 5 (4,7 ha), Cayuse 6 (38 ha), Clatux 9 (29,5 ha), Clienna 14 (20,2 ha), Grass Point 13 (3,4 ha), Klaskish 3 (5,1 ha), Kultah 4 (16,6 ha), Mah-te-nicht 8 (15,8 ha), Maquazneecht Island 17 (2,6 ha), O-ya-kum-la 11 (66,8 ha), Pa-cat'l-lin-ne 3 (3,6 ha), Pulcah 15 (1,2 ha), Quatleyo 12 (2,4 ha), Quatsino Subdivision 18 (8,1 ha), Quattishe 1 (93,8 ha), Teeta 7 (3,8 ha), Telaise 1 (20,6 ha), Toh-quo-eugh 2 (0,6 ha) und Tsowenachs 2 (21,2 ha).